# 라원

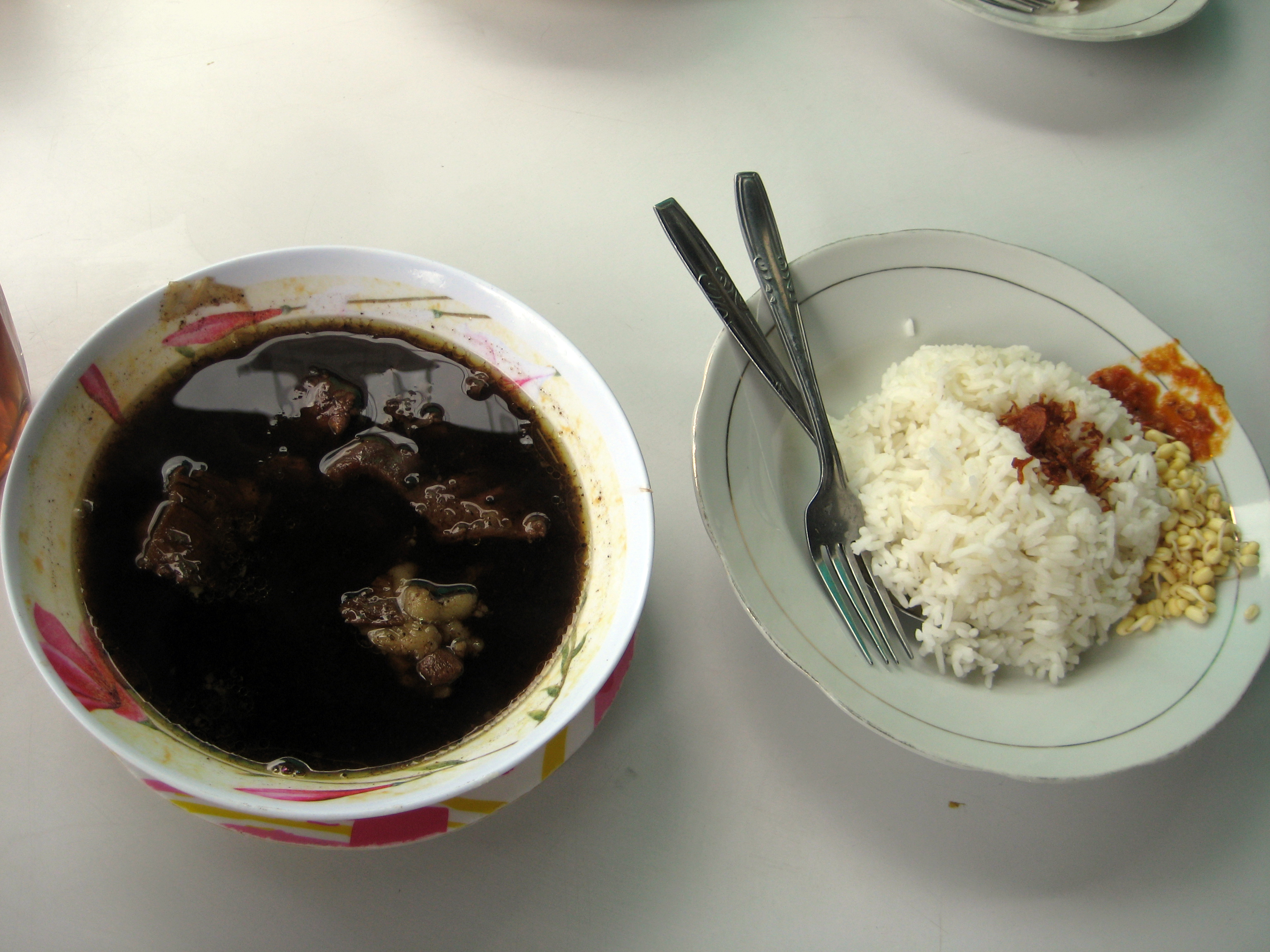
밥과 함께 내온 라온

라원(자와어:  ꦫꦮꦺꦴꦤ꧀)은 인도네시아의 쇠고기를 주재료로 하는 스튜이다. 자와섬 동부에서 시작된 요리로 검은 켈루악 열매를 소스로 사용하여 검은 빛을 띈다.

## 재료

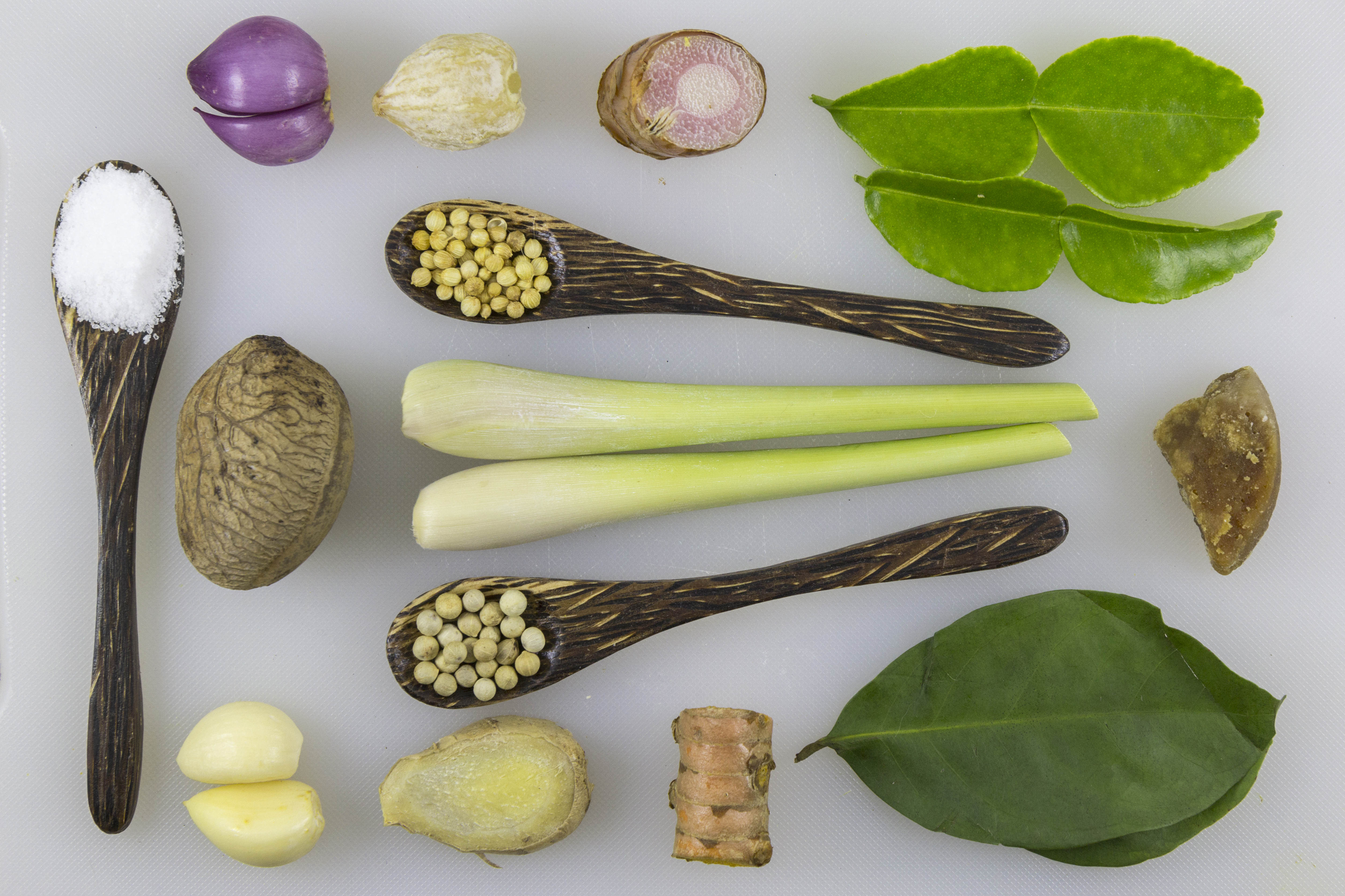
라원에는 다양한 향신료와 향료가 들어간다. 사진에 보이는 재료는 설탕, 마늘, 샬롯, 켈루악, 캔들넛, 고수, 후추, 레몬그래스, 생강, 산내, 갈랑갈, 야자당, 카피르라임, 월계수 잎이다.

얇게 저민 쇠고기로 육수를 내고 거기에 설탕, 마늘, 샬롯, 켈루악, 고수, 후추, 레몬그래스 등의 향신료와 향료 및 당분을 넣고 끓인다. 켈루악 열매가 기본적으로 사용되고 레몬그래스나 월계수 잎, 칼리프라임 등은 제철에 나오는 것을 그때 그때 맞추어 넣는다. 다 익힌 스튜는 파나 볶은 샬롯 등으로 장식하고 밥과 함께 내놓는다. 고명으로 삶은 달걀이나 볶은 동부콩을 올리기도 한다.

## 역사
라원은 자와에서 오랫동안 이어진 전통 요리이다. 마타람 왕국 시기인 910년 무렵의 기록에도 보인다.

## 변형
몇 가지 종류의 라원이 있다. 이 중에는 늦은 밤의 야식용으로 만들어져 "악마의 라원"이라 불리는 것도 있다. 발리섬에서는 칼리악을 쓰지 않아 검은 색이 아니라 갈색을 띄는데 발리 주민들은 대부분 힌두교를 신봉하기 때문에 고기도 쇠고기를 넣지 않고 돼지고기를 넣는다.

## 같이 보기
- 소토
- 박소 (음식)